# Повітряна битва за Кубань
Повітряна битва за Кубань (рос. Воздушные сражения на Кубани (1943)) — вживаний у радянській історіографії термін, яким позначається складова частина битви за Кавказ, що складалася із серії великомасштабних боїв радянської та німецької авіації у квітні — червні 1943 року над низов'ями річки Кубань, Таманським півостровом і Новоросійськом в роки німецько-радянської війни. Основною метою вищезазначених боїв було захоплення стратегічного панування в повітрі над плацдармом німецьких військ на Кубані.
Одна з найбільших повітряних битв на радянсько-німецькому фронті та за часів Другої світової війни в цілому: запеклі повітряні бої тривали безперервно багато годин з широким нарощуванням сил з обох сторін, в окремі дні відбувалося до 50 групових повітряних боїв за участю 30-50 літаків з кожного боку.

## Історія битви

### Склад сторін

#### СРСР
- ВПС Північно-Кавказького фронту (командувач генерал-майор Вершинін К. А., з 24 квітня під оперативним керівництвом маршала авіації Новикова О. О.)
  - 4-та повітряна армія (генерал-майор авіації Науменко М. Ф., з 24 квітня 1943 року — генерал-лейтенант авіації Вершинін К. А.)
    - 216-та змішана авіаційна дивізія;
    - 8-ма гвардійська винищувальна авіаційна дивізія;
    - 229-та винищувальна авіаційна дивізія;
    - 230-та штурмова авіаційна дивізія;
    - 218-та нічна бомбардувальна авіаційна дивізія;
    - 219-та бомбардувальна авіаційна дивізія;

  - 5-та повітряна армія (генерал-лейтенант авіації Горюнов С. К.; 24 квітня управління армії переведене до Степового військового округу, авіаційні частини передані до 4-ї повітряної армії)
    - 236-та винищувальна авіаційна дивізія;
    - 295-та винищувальна авіаційна дивізія;
    - 287-ма винищувальна авіаційна дивізія (прибула 17 квітня);
    - 132-га бомбардувальна авіаційна дивізія;
- ВПС Чорноморського флоту (командувач генерал-майор авіації Єрмаченков В. В.)
  -     - 4-та винищувальна авіаційна дивізія ВПС ВМФ;
    - 63-тя важкобомбардувальна авіаційна бригада далекої дії ВПС ВМФ;
    - 11-та штурмова авіаційна бригада далекої дії ВПС ВМФ.

У другій половині квітня 1943 року до складу авіаційного угруповання ВПС СРСР були передані додаткові авіаційні з'єднання з резерву Ставки ВГК:
- 3-й винищувальний авіаційний корпус (генерал-лейтенант Савицький Є. Я.)
  -     - 265-та винищувальна авіаційна дивізія;
    - 278-та винищувальна авіаційна дивізія;
- 2-й бомбардувальний авіаційний корпус (генерал-майор Ушаков В. О.)
  -     - 223-тя бомбардувальна авіаційна дивізія;
    - 285-та бомбардувальна авіаційна дивізія;
- 2-й змішаний авіаційний корпус (генерал-майор Єрьоменко І. Т.)
  -     - 201-ша винищувальна авіаційна дивізія;
    - 235-та винищувальна авіаційна дивізія;
    - 214-та штурмова авіаційна дивізія;
- 6-й авіаційний корпус далекої дії (генерал-майор Тупіков Г. М.; сформований у травні 1943 року)
  -     - 62-га авіаційна дивізія далекої дії;
    - 50-та авіаційна дивізія далекої дії.

#### Німеччина
- 4-й повітряний флот (командувач генерал-фельдмаршал Вольфрам фон Ріхтгофен; штаб — Дніпропетровськ)
  - I повітряний корпус (генерал авіації Гюнтер Кортен; штаб — Сімферополь)
    - 3-тя винищувальна ескадра «Удет»
    - 52-га винищувальна ескадра
    - 51-ша бомбардувальна ескадра «Едельвейс»
    - 55-та бомбардувальна ескадра «Грейф»
    - 2-га ескадра пікіруючих бомбардувальників «Іммельман»
    - IV./ZG1
    - III./KG4
    - I./St.G.3
    - III./St.G.77
    - II./Sch.G.1

  - IV повітряний корпус (генерал авіації Курт Пфлюгбайль; штаб — Сталіно)
    - 27-ма бомбардувальна ескадра «Больке» з I./KG100

  - VIII повітряний корпус (генерал авіації Мартін Фібіг, з 21 травня 1943 р. генерал-майор Ганс Зайдеманн; штаб — Полтава)
  - I зенітний корпус (генерал-полковник Отто Десслох)
    - 9-та зенітна дивізія
    - 15-та зенітна дивізія

### Хід битви
На початку квітня 1943 року радянські війська, володіючи перевагою в силах і засобах над противником, почали наступальну операцію з метою завершити звільнення Північного Кавказу. Нестачу наземних сил керівництво вермахту вирішило компенсувати масованим застосуванням авіації. З цією метою до середині квітня воно зосередило на аеродромах Криму і Тамані 820 літаків 4-го повітряного флоту (510 бомбардувальників, 250 винищувачів і 60 розвідників), а також перекинуло до цього регіону до 200 бомбардувальників, що базувалися на Донбасі і в південній Україні. У складі цієї авіаційного угруповання були кращі частини, укомплектовані досвідченими льотчиками і літаками нової модифікації Ме-109G і FW-190A5.
Радянське командування, намагаючись досягти мети наступальної операції та остаточно розгромити німецьку 17-ту армію генерал-полковника Ріхарда Руоффа, блоковану на Таманському півострові, вирішило забезпечити успіх наземного наступу шляхом завоювання панування в повітрі в першу чергу. Для досягнення визначеної мети з боку Червоної армії у боях брали участь авіація Північно-Кавказького, частково Південного і Південно-Західного фронтів, Чорноморського флоту, а також частини авіації дальньої дії. На початок активних бойових дій у повітрі, німці, маючи певну перевагу в авіації, оперативно панували в повітрі, і намагалися утримати такий стан. Виходячи з розстановки сил на цьому напрямку з резерву Ставки ВГК було перекинуто на Кубань 3 авіаційних корпуси і окрема винищувальна дивізія, довівши в такий спосіб чисельність свого авіаційного угруповання до 1048 бойових літаків (508 бомбардувальників, 170 штурмовиків, 370 винищувачів).
17-24 квітня 1943 року сталося перше зіткнення в період боїв на плацдармі в районі Мисхако на Малій землі. У повітряній битві взяло участь близько 650 німецьких літаків та 500 радянських. 29 квітня-10 травня відбулися наступні битви в районах станиці Кримська.
26 травня радянські 56-та і 37-ма армії Північно-Кавказького фронту перейшли в наступ у районі станиць Київська та Молдаванська з метою прориву «Блакитної лінії» оборони противника. З метою забезпечення дій сухопутних військ з повітря радянське командування організувало масовану авіаційну підтримку, в якій брало участь 338 літаків, у тому числі 84 бомбардувальники, 104 штурмовики і 150 винищувачів. За перші шість годин бою радянські війська просунулися на ділянці прориву на глибину 3-5 км, захопивши першу і другу позиції німецьких військ. Масштабні бої в повітрі тривали до 7 червня.